# Різдво Чарлі Брауна
«Різдво Чарлі Брауна» (англ. A Charlie Brown Christmas) — американський короткометражний різдвяний мальований мультфільм Білла Мелендеза, знятий за мотивами знаменитого коміксу «Peanuts». Прем'єра відбулася 8 грудня 1965 року.
В основу візуального рішення покладено комікси про Чарлі Брауна. Мультфільм створено за сприяння та спонсорської підтримки The Coca-Cola Company. Сценарій написано за кілька тижнів, а анімовано за пів року, на мізерний бюджет. Під час кастингу продюсери обрали нетрадиційний шлях та запросили на озвучку акторів-дітей. Музичний супровід теж був незвичним для того часу — джазові композиції піаніста Вінса Гаролді. Через відсутність закадрового сміху, а також через своєрідну атмосферу, ритм, музику та анімацію, продюсери пророкували мультфільму провал. Попри це, «Різдво Чарлі Брауна» отримало високі рейтинги та похвалу критиків. Він отримав премії Еммі та Пібоді. У США трансляція мультфільму стала щорічною традицією від самої прем'єри. Його джазовий саундтрек теж приніс чималий прибуток — у США продано 4 млн копій.

## Сюжет
Мультфільм починається на ковзанці, де купа дітлахів катаються на ковзанах, поки за кадром звучить пісня «Час Різдва тут» (англ. "Christmas Time Is Here").
Але не всі радіють Різдву — Чарлі Браун у депресії. Він ділиться своїм нещастям з Лайнусом, вважаючи, що його тривоги викликані зайвою комерціалізацією Різдва, яка заважає усвідомити справжнє значення свята. Лайнус не надає переживання Чарлі великого значення, вважаючи, що це його звичайний настрій.
Згодом Чарлі Браун бачить, що в його поштовій скриньці немає жодної вітальної листівки, і в'їдливо дякує за листівку Вайолет, яка йому нічого не надсилала. Але та лише скористалася нагодою, щоб знову його принизити. Почуваючись пригніченим, Чарлі Браун йде до Люсі по психіатричну допомогу. Люсі, перебравши на Чарлі всі відомі їй фобії, робить висновок, що Чарлі Брауну потрібно чимось зайнятися, щоб придушити в собі депресію. Вона радить йому поставити різдвяну п'єсу. Чарлі Браун радіє шансу стати режисером, а Люсі обіцяє йому допомогти. Дорогою до актової зали хлопчик бачить, як Снупі прикрашає свою будку вогниками, і скаржиться, що навіть його собака по вуха в комерціалізації Різдва. Далі він зустрічає свою сестру Саллі, яка просить допомогти написати листа Санті. Коли вона каже, що прохань і бажань у неї дуже багато, тому натомість вона прийме гроші («десятки й двадцятки» — досить велика сума для дитини в 1960-ті роки), Чарлі стає ще сумнішим.
Чарлі Браун прибуває на репетицію, але він не справляється з командуванням, оскільки діти більше зацікавлені в осучасненні п'єси танцями та запальною музикою. Люсі роздає сценарії, свариться зі Снупі через його собачі поцілунки, намагається переконати Лайнуса на якийсь час розлучитися з його «безпечною ковдрою» і не заспокоюється навіть коли той використовує її як костюм. Вирішивши, що п'єсі слід надати «належного настрою», Чарлі Браун збирається дістати ялинку. Люсі бере режисерство на себе і каже, щоб Чарлі дістав «велику, блискучу ялинку з алюмінію». Чарлі з Лайнусом вирушає в дорогу на ялинковий ринок, знаходить багато дерев, що підходять під опис, але його увагу приковує єдина справжня ялинка, нехай маленька та непоказна. Лайнус сумнівається у виборі друга, але той переконує його, що після прикрашання ялинка буде такою, як треба. «І до того ж», каже він, «думаю, що вона потребує мене». Вони повертаються з ялинкою до актової зали, на що діти (переважно дівчатка та Снупі) сміються над Чарлі Брауном. У відповідь Чарлі Браун голосно запитує, чи хтось знає справжнє значення Різдва. Розповісти про це наважується Лайнус, зачитуючи напам'ять уривок з Євангелія від Луки (гл. 2, 8-14):
8 А в тій стороні були́ пастухи, які пильнували на полі, і нічно́ї пори вартували отару свою.
9 Аж ось а́нгол Господній з'явивсь коло них, і слава Господня ося́яла їх. І вони перестра́шились стра́хом великим,
10 Та а́нгол промовив до них: «Не лякайтесь, бо я ось благовіщу́ вам радість велику, що станеться лю́дям усім.
11 Бо сьогодні в Давидовім місті народився для вас Спаситель, Який є Христос Господь.
12 А ось вам ознака: Дитину сповиту ви зна́йдете, що в я́слах лежатиме».
13 І ось ра́птом з'явилася з а́нголом сила велика небесного війська, що Бога хвалили й казали:
14 «Слава Богу на висоті, і на землі спокій, у людях добра воля!» — Євангеліє від Луки
Чарлі Браун посміхається, швидко бере ялинку і виходить із зали, вирішивши принести її додому, прикрасити й показати, що вона чудово виглядатиме в п'єсі. Коли він повісив кульку на верхівку, гілка нахилилася і зігнулася ледь не навпіл. Чарлі Браун вирішує, що вбив її, і тікає геть, ненавидячи себе за цю фатальну помилку. Лайнус разом з іншими хлопцями, яким стало соромно за глузування з Чарлі, поправляє зламану гілку своєю ковдрою. Хлопці прикрашають ялинку, стають поруч із нею і співають святковий гімн «Вісті ангельської землі». Чарлі повертається, вони вітають його з Різдвом і співають першу строфу гімну разом із ним.

## Ролі озвучували
- Пітер Роббінс — Чарлі Браун
- Крістофер Ши — Лайнус ван Пелт
- Трейсі Стратфорд — Люсі ван Пелт
- Кеті Стейнберг — Саллі Браун
- Кріс Доран — Шредер та Шермі
- Джеффрі Орстейн — Піг-Пен
- Саллі Драєр — Вайолет
- Енн Альтьєрі — Фріда
- Білл Мелендес — Снупі
- Карен Мендельсон — Петті